# Tilhere
Tilhere († zwischen 780 und 781) war Bischof von Worcester. Er wurde 777 zum Bischof geweiht und trat sein Amt im gleichen Jahr an. Er starb zwischen 780 und 781.